# إيما كارلسون
إيما كارلسون (بالسويدية: Emma Karlsson)‏ هي لاعبة كرة الريشة سويدية، ولدت في 16 مايو 1998 في Älmhult ‏ في السويد.

## وصلات خارجية
- إيما كارلسون على موقع BWF.tournamentsoftware.com (الإنجليزية)
- إيما كارلسون على موقع BWFbadminton.com (الإنجليزية)